# Rairobo (Aldeia)
Rairobo ist eine osttimoresische Aldeia im Suco Rairobo (Verwaltungsamt Atabae, Gemeinde Bobonaro). 2015 lebten in der Aldeia 504 Menschen.

## Geographie
Rairobo liegt im Süden des Sucos Rairobo. Nördlich befinden sich die Aldeias Faturase und Vila Maria. Im Nordosten grenzt die Aldeia Rairobo an den Suco Atabae, im Südosten an den Suco Hataz und im Süden und Westen an den Suco Aidabaleten. Eine Straße durchquert die Aldeia im Zentrum von Nord nach Süd. An ihr liegt der Ort Rairobo, dessen Häuser sich entlang der Straße aufreihen. Im Südosten befindet sich weit jenseits der Straße der Weiler Biarua.
Der Fatuburu, ein Quellfluss des Fatumolin, bildet die Grenze zur Aldeia Faturase. Der Hatoleai folgt der Grenze zum gleichnamigen Suco Atabae. Der Meuculi entspringt in der Aldeia Rairobo und fließt nach Osten ab. Hatoleai und Meuculi sind Nebenflüsse des Lóis.

## Politik
2023 wurde Cidalio de Oliveira zum Chefe de Aldeia gewählt.